# Tomaž Kalin
Tomaž Kalin, slovenski inženir in politik, * 1936.
Med 25. januarjem 2001 in 12. septembrom 2002 je bil državni sekretar Republike Slovenije na Ministrstvu za informacijsko družbo Republike Slovenije.
Leta 2010 je prejel Nagrado “Donald Michie and Alan Turing” za življenjsko delo.